# Зимняя дорога (роман)
«Зимняя дорога» — роман писателя современной русской литературы Леонида Юзефовича. Победитель «Большой книги» 2016 года (первая премия), победитель премии Национальный бестселлер 2016 года.

## Общая информация
Первое издание романа «Зимняя дорога» было опубликовано издательством «АСТ» в Москве в 2015 году. В дальнейшем книга постоянно выпускалась отдельным тиражом. Роман популярен у современного читателя.
Роман имеет авторский подзаголовок — «Генерал А. Н. Пепеляев и анархист И. Я. Строд в Якутии. 1922—1923 годы. Документальный роман».
В романе полностью отсутствует беллетристика. Автор занимается исследованием исторических документов и лично трактует историческое событие.

## Сюжет
Произведение новой русской литературы исторический роман Леонида Юзефовича «Зимняя дорога» повествует о малоизвестных эпизодах Гражданской войны в России. Описывается героический поход Сибирской добровольческой дружины, который происходил в 1922—1923 годах из Владивостока в Якутию. Роман основан на источниках из различных архивов, которые писатель активно собирал много лет. Написан как документальный роман. Главными героями этого противостояния являются две исторические фигуры: Анатолий Пепеляев, один из белых генералов и поэт, командир красных, анархист, будущий писатель Иван Строд.
Леонид Юзефович не стремится и не делает каких-либо выводов. Он подробно рассказал о своих героях и повествовал о дальнейшей судьбе и Пепеляева и Строда. Первого упекли в тюрьму, а второй, став известным писателем, нашёл своё будущее в зависимости от алкоголя.
Роман обладает признаком хорошей исторической литературы: он представляет читателю возможность почувствовать перспективу, возродить утраченное под потоком постоянных «информационных поводов», как бы преувеличивая значимость одного маловажного события, которое отличается только тем, что происходит у нас на глазах.
Автор рисует страшные картины, отметил в своей рецензии Сергей Волков. «Изуродованные пулями трупы белых и красных вперемешку с плитами мерзлого навоза; измученные голодные люди, на четвереньках ползающие среди собственных испражнений или ночью распиливающие окоченелые конские туши, чтобы не испортились от разлагающихся и на морозе внутренностей; „миллионы вшей“, снег с кровью вместо воды, обгорелые лохмотья вместо шинелей, повязки из вываренного цветного ситца на гноящихся из-за отсутствия медикаментов ранах; доводящий до равнодушия к смерти холод, а одновременно — чувство, что осажденные и осаждающие обречены сражаться друг с другом не потому, что друг друга ненавидят, а потому, что над теми и над другими властвует даже не долг, а Рок в личине долга».

## Критика и рецензии
Литературный деятель современности Вадим Левенталь в «Свободной прессе» так определил свою оценку произведению Юзефовича:
Юзефович убедительно показывает, что довольно скоро в этом противостоянии потерялись любые цели и задачи — оно стало ценно и сверхважно само по себе, стало иррациональным. Не борьба идей, политических программ, образов будущего или чего-то в этом роде — а грязное кровавое месиво без цели и смысла, угрюмое упрямство воли, забывшей, что она волит, борьба двух командиров, которые не испытывают ненависти друг к другу и которые позже, на публичном процессе в Чите, будут подчеркивать свое взаимное друг к другу уважение.

Публицист Захар Прилепин также обратил своё внимание на данное литературное издание и высказалась о романе:
Истории нет смысла ставить оценки, вот простая мысль, которую можно вывести из текста Юзефовича. У всякой истории, у самых нечеловеческих, у самых удивительных и восхитительных человеческих поступков — всегда какой-то не просто печальный, но и банальный финал. Словно всё это — не имело смысла. И действительно, вроде бы, не имело. Но что тогда имело смысл? Кто тут скажет?

Егор Михайлов рассуждает об этом повествовании и отмечает:
На титульном листе книги значится «Документальный роман», но «Зимнюю дорогу» вернее было бы назвать документальной балладой (есть ведь в русской литературе прозаическая поэма). Василий Жуковский в «Замке Смальгольм» умещал в анапест: «И топор за седлом/Укреплен двадцатифунтовой». Так и простой, ритмичный язык «Зимней дороги» сочетается с редкой даже для историка дотошностью. Появляясь собственной персоной на первых страницах, Юзефович немедленно уходит в тень и будто бы совсем исчезает из повествования. Здесь нет ни одной вымышленной реплики — вся история похода складывается из мемуаров, дневников, писем и следственных протоколов.
Сергей Волков выделил роман как произведение, которое он вспоминает, в отличие от иных, и чем дальше, тем чаще:
«Какая-то полярная «Илиада» напополам с «Одиссеей», долгая война и возвратные странствия героев — а еще высокая древняя трагедия эсхиловского извода. Трагедия, в которой все заранее обречены — и не могут не бороться, даже ощущая бессмысленность этой борьбы. Потому что борются они не только под немой аккомпанемент звездного шепота, но и в незримом присутствии целого амфитеатра потомков, которые вмешаться не могут никак — но могут ужасаться и сочувствовать, плакать и содрогаться, испытывая самый настоящий античный катарсис. И среди этих героев два особых, кружащихся в каком-то заколдованном танце — белый генерал Пепеляев и красный командир Строд. Два разных лица, внимательно глядящих на нас с многочисленных фотографий, которыми проиллюстрирована книга, два мира, «одержимых такой страстностью» (Метерлинк), что невозможно, узнав их, не искать в их движении и смерти какой-то цели».
Алексей Миллер, профессор Европейского университета в Санкт-Петербурге, в Валдайских заметках указал:
«В 2016 г. премию «Большая книга» получил документальный роман Леонида Юзефовича «Зимняя дорога». Это рассказ об одном из последних эпизодов Гражданской войны в Якутии в 1922–1923 гг., о белом генерале Пепеляеве и красном командире-анархисте Строде. Они заслуживают этого рассказа потому, что оба ведут себя в условиях ожесточения общества и армии достойно — не добивают пленных и раненых, не прибегают к пыткам и т.д. Мы знаем о людях, которые отказывались встать на чью-либо сторону в Гражданской войне, устранились от борьбы, заступались за красных перед белыми и наоборот. Таким был, например, поэт Максимилиан Волошин. Но в книге Юзефовича речь об активных участниках борьбы. И они достойны этого рассказа, потому что сохраняют моральные нормы и конвенциональные ограничения, которые у большинства в условиях гражданской войны снимаются. Кажется, это первая такая книга в нашей литературе. Она указывает на путь к примирению, по которому нам предстоит ещё долго идти. Вопрос не в том, чтобы выяснить, какая сторона была права в революционном конфликте, но принять, что приверженность человечности важнее того, красный ты или белый».

## Награды
- 2016 — Большая Книга, первая премия.
- 2016 — Национальный бестселлер, победитель.